# Lestes macrostigma
Lestes macrostigma là loài chuồn chuồn trong họ Lestidae. Loài này được Eversmann mô tả khoa học đầu tiên năm 1836.